# 埃斯奎利诺山

罗马七座山丘

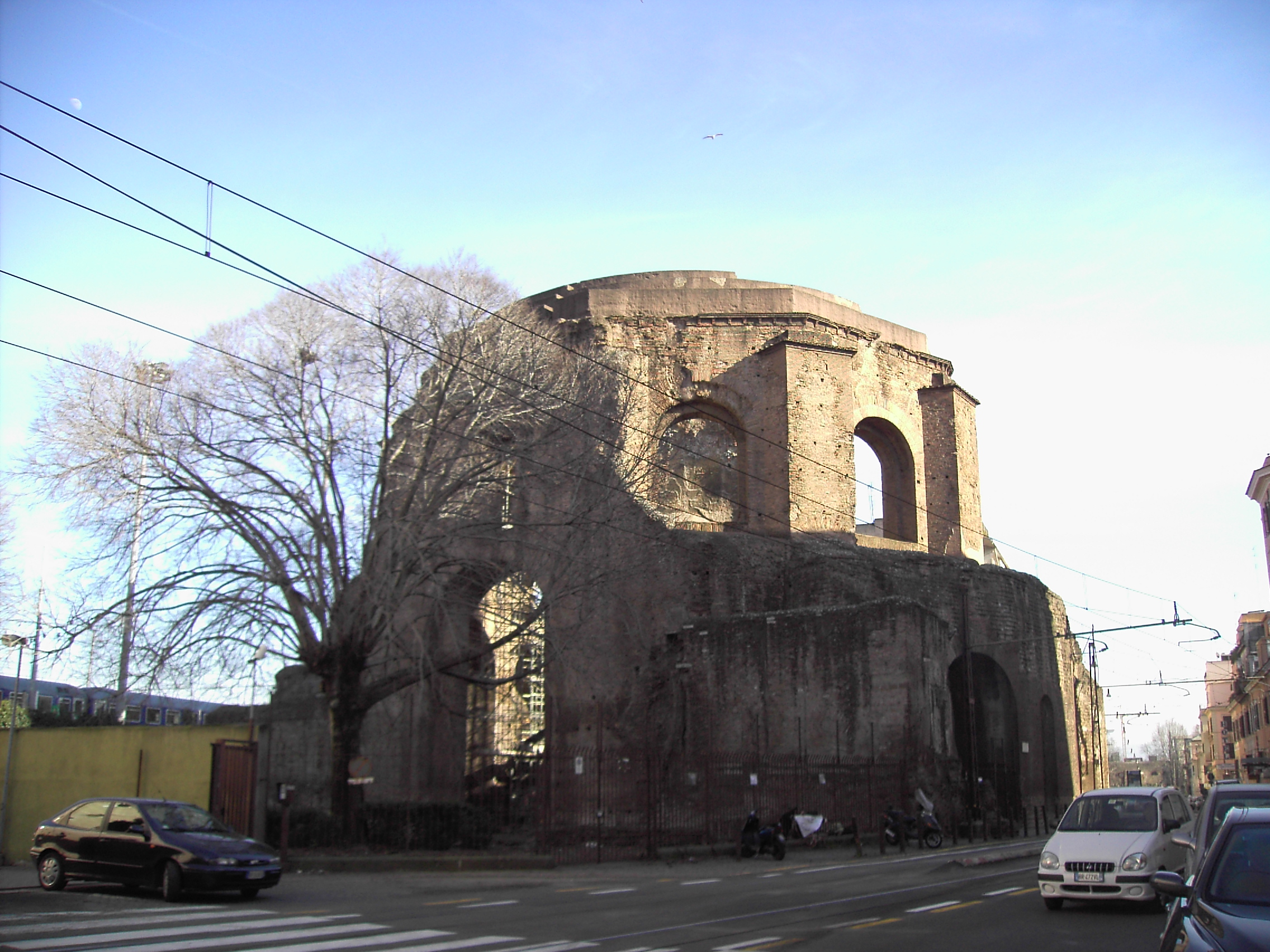
埃斯奎利诺山上的密涅瓦医药女神庙

埃斯奎利诺山（拉丁語：collis Esquilinus）是罗马七座山丘之一，其南部尖端是俄比安山（Oppius）。

## 语源
对于“埃斯奎利诺”名称的来源尚有争议。一种观点认为这座山得名于山上的冬青栎；另一种观点是，在罗马的初期，卡比托利欧山、帕拉提诺山和西里欧山北部边缘是该市人口最稠密的地区，居民被视为城里人（inquilini），而居住在外围区域的被视为郊区居民（exquilini）。

## 历史
山谷上方后来建立了罗马斗兽场，埃斯奎利诺山是一个时髦的住宅区。在俄比安山，是尼禄征用财产，建立奢侈的，1英里长的黄金宫（Domus Aurea），后来兴建了图拉真浴场，今日仍可见到它们的遗迹。更向东北方，在Cispius山顶，是圣母大殿。 
1781年，扔铁饼者的大理石雕像在此发现。
洪都拉斯的小村Esquilinchuche得名于埃斯奎利诺山。